# Argyrotome albinata
Argyrotome albinata är en fjärilsart som beskrevs av W. Warren 1904. Argyrotome albinata ingår i släktet Argyrotome och familjen mätare. Inga underarter finns listade i Catalogue of Life.